# 루이스 아켓
루이스 아켓(Lewis Arquette, 1935년 12월 14일 ~ 2001년 2월 10일)은 미국의 배우이다.

## 출연 작품
- 아웃콜드 (2001)
- 리틀 니키 (2000)
- 베스트 쇼 (2000)
- 덤 앤 더머 서부시대로 가다 (1998)
- 알라미스트 (1997)
- 모노노케 히메 (1997)
- 스크림 2 (1997)
- 모하비의 달 (1996)
- 거프만을 기다리며 (1996)
- 해결사 스튜어트 (1995)
- 와일드 게임 (1995)
- 50피트 우먼 (1993)
- 저주의 혈통 (1993)
- 더블 폴리스 (1992)
- 로큰롤 하이 스쿨 포에버 (1991)
- 루시는 마술사 (1991)
- 사랑의 책 (1990)
- 신지노르 (1990)
- 하우스 3 (1989)
- 미녀 결사대 (1989)
- 아버지의 황혼 (1989)
- 마녀 배달부 키키 (1989)
- 탱고와 캐쉬 (1989)
- 파라다이스 (1988)
- 댄스 파티 (1988)
- 인생의 반전 (1988)
- 야외 소동 (1988)
- 노바디스 풀 (1986)

### 텔레비전
- 꿈꾸는 낙원 (1978)
- 월튼네 사람들 (1972)